# Ascom Group
Ascom Group este cea mai mare companie petrolieră din Republica Moldova, înființată în anul 1994. Compania are operațiuni comerciale în Kazahstan, Turkmenistan și Sudan și produce în jur de 500.000 de tone de petrol / an și în jur de 1,3 miliarde m3 de gaze naturale / an.
Ascom Group deține în Kazahstan rezerve dovedite de 13 milioane de tone de petrol și 10 miliarde m3 de gaze naturale.
Compania dobândește și comercializează petrol, gaze naturale și alte tipuri de produse petroliere.
Fondator, președinte și CEO al companiei este omul de afaceri Anatol Stati.
De-a lungul timpului, mai mulți funcționari publici de rang înalt din Republica Moldova au activat la un anumit moment al carierei la Ascom Group. Printre aceștia sunt: fostul prim-ministru al Republicii Moldova Iurie Leancă, care a activat în perioada 2007-2009 în calitate de vicepreședinte al companiei; vicepremierul pentru reintegrare Eugen Carpov, care a activat în cadrul companiei în perioada 2007-2008 în funcția de șef al departamentului cooperare internațională; fostul ministru al Apărării și fost ministru al Transporturilor și Infrastructurii Drumurilor, Anatol Șalaru, care a activat la companie în perioada 1996-1997, când a ocupat funcția de director de administrație al „Ascom Grup” SA Chișinău, în perioada 1997-1999 a activat ca director general al reprezentanței „Ascom Grup” SA în Turkmenistan, iar în 2002-2003 a fost director de proiect în cadrul Grupului Financiar-Industrial „Ascom Grup” SA, iar din 2003 până în 2008 a fost Director al reprezentanței în Irak al Grupului Financiar-Industrial „Ascom Grup” SA.